# Jackstik
Jackstik er elektriske stik, som bruges til at forbinde elektroniske apparater, så disse kan udveksle signaler. Disse stik anvendes i tre forskellige størrelser: standard (6,3 mm), mini (3,5 mm) og mikro (2,5 mm). Målene er diameteren på stikbenet, altså det runde metal. Stikkene bruges primært til at forbinde elektronisk lydudstyr.
Jackstik i alle tre størrelser er udformet som et enkelt "stikben" med cirkelrund profil, og dette stikben er inddelt i to, tre eller fire elektrisk ledende zoner, adskilt af isolerende afstandsstykker. Det yderste stykke har en indsnævring, så en fjederlås kan holde stikket fast, når det sættes i en bøsning eller fatning.

## Forbindelser i et jackstik
Det inderste ledende stykke på stikbenet (1 på billedet nede til højre) bruges så vidt muligt altid til stelforbindelsen, fordi visse fatninger for jackstik er indrettet sådan at denne del af stikket får kontakt til det kabinet, som apparatet med fatningen er indbygget i.

### Jackstik med 2 forbindelser
Et jackstik med 2 forbindelser leverer et monosignal, altså kun en enkelt lydkanal, og signalet for denne kanal forbindes til spidsen af jackstikket (3 på billedet nede til højre).

### Jackstik med 3 forbindelser
Et jackstik med 3 forbindelser, også kaldet et stereojackstik, bruges dels til stereosignaler, dels til balancerede monosignaler og monosignalkilder der kræver strøm:
| Forbindelse        | Ubalanceret stereosignal | Balanceret monosignal | Strømkrævende monosignalkilde |
| ------------------ | ------------------------ | --------------------- | ----------------------------- |
| Inderste leder (1) | Stel                     | Stel                  | Stel                          |
| Mellemstykke (2)   | Højre kanal              | Negativ fase          | Strømforsyning                |
| Spids (3)          | Venstre kanal            | Positiv fase          | Signal                        |

## Minijackstik
Minijackstik er mindre end normale jackstik. De bruges i mobiltelefoner, computere og mp3-afspillere. Minijackstik findes i to forskellige versioner, 3,5 mm og 2,5 mm, hvor 3,5 mm er den mest brugte.

## Historisk
Inden telefonnettets automatisering anvendtes jackstik i meget store antal i de manuelle telefoncentralers centralborde. De var her udsat for megen slitage, samtidig med at der måtte stilles strenge krav til overholdelse af tolerancen på jackstikkets diameter.
I Danmark kom man – modsat de fleste andre lande – først efter 1950 i gang med at automatisere telefonnettet. Det var derfor af stor betydning at den danske telefonindustri tidligt havde etableret produktion af jackstik af høj kvalitet, et produkt som tillige blev en vigtig eksportartikel.
Note om terminologien: I telefonteknikken taler man om en prop, og den her i artiklen omtalte "fatning" betegnes jack.